# Galactia sangsterae
Galactia sangsterae är en ärtväxtart som beskrevs av George Richardson Proctor. Galactia sangsterae ingår i släktet Galactia och familjen ärtväxter. Inga underarter finns listade i Catalogue of Life.